# 榊神社 (阿南市)
榊神社（さかきじんじゃ）は、徳島県阿南市山口町にある神社である。

## 周辺
- 常光寺
- 蓮光寺
- 阿南市立山口小学校
- 阿南市山口保育所
- 山口郵便局

## 交通
- 桑野駅より車で3.8 km・7分
- 徳島バス「山口中」停留所前